# 블랙록 사막

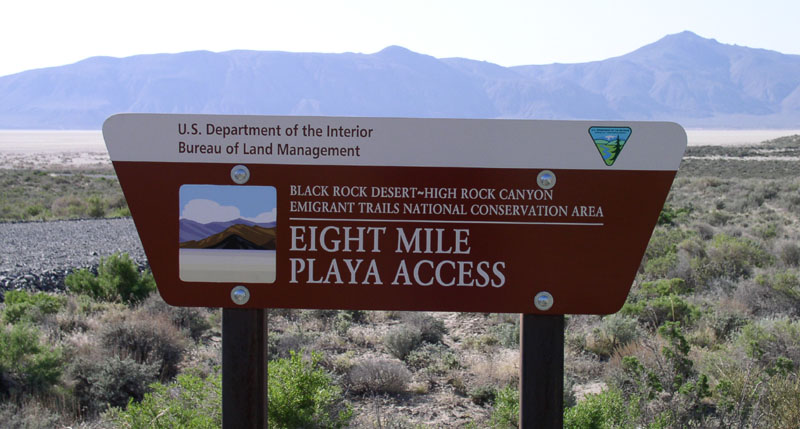
美 토지관리국의 블랙록 사막 - 하이록 협곡 표지

블랙록 사막(Black Rock Desert)은 미국 네바다주 북부 건조 지대로, 그레이트 베이슨에 속한다.
네바다주의 험볼트군, 퍼싱군, 와슈군이 블랙록 사막을 가로지른다.

## 같이 보기
- 버닝 맨